# SMS Friedrich Carl
SMS Friedrich Carl là một tàu tuần dương bọc thép được Hải quân Đế quốc Đức (Kaiserliche Marine) chế tạo vào đầu những năm 1900. Nó là chiếc thứ hai trong lớp Prinz Adalbert, được chế tạo tại xưởng tàu của hãng Blohm & Voss ở Hamburg, được đặt lườn năm 1901 và hoàn tất vào tháng 12 năm 1903 với chi phí 15.665.000 Mác. Được trang bị dàn pháo chính gồm bốn khẩu 21 cm (8,3 in), nó có khả năng đạt tốc độ tối đa 20 kn (37 km/h; 23 mph).
Sau khi hoàn tất, Friedrich Carl đã phục vụ cùng hạm đội Đức cho đến khi được rút về để sử dụng như một tàu huấn luyện ngư lôi từ năm 1909. Khi Chiến tranh Thế giới thứ nhất nổ ra vào tháng 8 năm 1914, nó được điều ra hoạt động thường trực nơi tuyến đầu và đảm nhiệm vai trò soái hạm của Chuẩn đô đốc Behring tư lệnh lực lượng tuần dương tại khu vực biển Baltic. Thời gian phục vụ trong chiến tranh ngắn ngủi kết thúc vào ngày 17 tháng 11 khi nó trúng phải hai quả thủy lôi của Nga ngoài khơi Memel, khiến nó bị đắm. Dù sao thời gian đắm tàu kéo dài cho phép phần lớn thủy thủ đoàn được cứu vớt an toàn, chỉ có bảy người thiệt mạng trong sự kiện này.

## Thiết kế và chế tạo

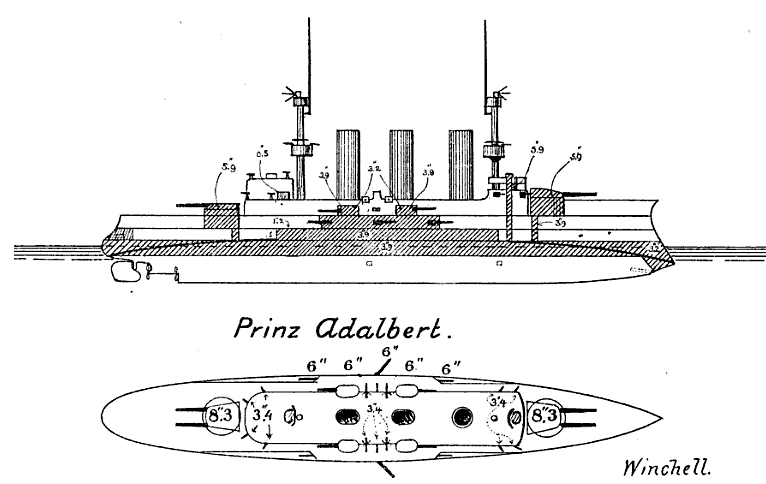
Sơ đồ lớp Prinz Adalbert; vùng xám biểu thị khu vực của con tàu được vỏ giáp bảo vệ

Friedrich Carl được đặt hàng dưới cái tên tạm thời Ersatz König Wilhelm và được chế tạo tại xưởng tàu của hãng Blohm & Voss ở Hamburg dưới số hiệu chế tạo 155. Friedrich Carl được đặt lườn vào năm 1900 và được hạ thủy vào ngày 21 tháng 6 năm 1902. Công việc trang bị được tiếp nối, và hoàn thành vào ngày 12 tháng 12 năm 1903, khi nó được đưa vào hoạt động cùng Hải quân Đức. Con tàu đã làm tiêu tốn của Chính phủ Đế quốc Đức 15.665.000 Mác.
Friedrich Carl có trọng lượng choán nước 9.087 t (8.943 tấn Anh; 10.017 tấn Mỹ) khi chế tạo, và lên đến 9.875 t (9.719 tấn Anh; 10.885 tấn Mỹ) khi đầy tải, với chiều dài chung 126,5 m (415 ft), mạn thuyền rộng 19,6 m (64 ft) và mớn nước sâu 7,43 m (24,4 ft) ở phía trước. Hệ thống động lực của nó bao gồm ba động cơ hơi nước ba buồng bành trướng đặt dọc tạo công suất tổng cộng 17.272 mã lực chỉ (12.880 kW) và đạt đến tốc độ tối đa 20,4 kn (37,8 km/h; 23,5 mph) khi chạy thử máy. Nó mang theo cho đến 1.630 t (1.600 tấn Anh; 1.800 tấn Mỹ) than, cho phép đạt tầm hoạt động tối đa 5.080 hải lý (9.410 km; 5.850 mi) khi di chuyển ở tốc độ đường trường 12 kn (22 km/h; 14 mph).
Nó được trang bị bốn khẩu pháo 21 cm (8,3 in) SK L/40 bố trí trên hai tháp pháo nòng đôi ở hai đầu của cấu trúc thượng tầng. Dàn pháo hạng hai bao gồm mười khẩu 15 cm (5,9 in), mười hai khẩu 8,8 cm (3,5 in) và bốn ống phóng ngư lôi 45 cm (18 in) ngầm, gồm một trước mũi, một sau đuôi và một mỗi bên mạn.

## Lịch sử hoạt động
Friedrich Carl phục vụ cùng với hạm đội sau khi được đưa ra hoạt động vào tháng 12 năm 1903. Nó được điều về Phân đội 1 của Hải đội Tuần dương; và cùng với các tàu tuần dương hạng nhẹ Frauenlob, Arcona và Hamburg cùng phân đội được phối thuộc cho Hải đội 1 của Hạm đội Hiện dịch. Friedrich Carl đã hoạt động như là soái hạm của Chuẩn đô đốc Schmidt, tư lệnh Hải đội Tuần dương. Một phân đội thứ hai bao gồm một tàu tàu tuần dương bọc thép và ba tàu tuần dương hạng nhẹ được phối thuộc cho Hải đội 2. Friedrich Carl phục vụ cùng với hạm đội cho đến ngày 1 tháng 3 năm 1909, khi nó được rút ra để hoạt động như một tàu huấn luyện ngư lôi, và tiếp tục trong vai trò này cho đến khi Chiến tranh Thế giới thứ nhất nổ ra vào tháng 8 năm 1914, khi nó được huy động vào hoạt động tác chiến. Vào tháng 10 năm 1914, Friedrich Carl là chiếc tàu chiến Đức đầu tiên mang theo thủy phi cơ; nó được cung cấp hai máy bay, nhưng không có các cải biến toàn diện để hỗ trợ chúng. Nó được đặt làm soái hạm của Chuẩn đô đốc Behring, tư lệnh của hải đội tuần dương Đức ở biển Baltic đặt căn cứ tại Neufahrwasser thuộc Danzig. Bộ chỉ huy Hải quân Đức được tin tức về hoạt động của tàu ngầm Anh tại biển Baltic, nên yêu cầu Behring tấn công cảng Libau của Nga nhằm ngăn không cho sử dụng nơi đây như một căn cứ tàu ngầm.
Tuy nhiên, Hải quân Nga đã bắt đầu một chiến dịch rải thủy lôi tại Baltic; các tàu khu trục Nga đã thả một loạt các bãi mìn ngoài khơi Memel, Pillau cùng các cảng Đức khác vào tháng 10 năm 1914, những hoạt động này hoàn toàn không bị phía Đức phát hiện. Trong giai đoạn này Friedrich Carl sử dụng các thủy phi cơ của nó trong các hoạt động tại cảng Lipau. Đô đốc Behring được lệnh bắt đầu tấn công cảng này vào tháng 11, nhưng thời tiết xấu đã trì hoãn việc tấn công cho đến ngày 16 tháng 11. Sáng sớm ngày 17 tháng 11, Friedrich Carl đang di chuyển ở khoảng 30 nmi (56 km; 35 mi) ngoài khơi Memel khi nó trúng phải hai quả mìn của Nga. Con tàu được giữ tiếp tục nổi trong nhiều giờ tiếp theo, cho phép thủy thủ đoàn di tản an toàn. Chiến dịch vẫn được tiến hành theo kế hoạch, và các tàu ụ cản được đánh đắm ở lối ra vào Libau. Sau khi thủy thủ đoàn đã triệt thoái hết, Friedrich Carl bị bỏ lại; nó lật úp và chìm lúc 06 giờ 30 phút. Chỉ có bảy người thiệt mạng trong vụ tấn công này.

## Phim ảnh
Con tàu này trong lịch sử đã được cho là bị đánh đắm bởi Aleksandr Kolchak, một đô đốc người Nga. Vì vậy nó đã được ghi lại trong phim Đô đốc hải quân của Nga, nhưng bị ghi nhầm năm đánh chìm là năm 1916.